# Ajuntament d'Olot
L'Ajuntament d'Olot és l'administració pública local que governa i representa els interessos de la ciutat i municipi d'Olot, capital de la comarca de la Garrotxa. L'organització i estructura municipal de l'Ajuntament actual es basa en el batlle i els regidors.
L'actual alcalde és Josep Berga i Vayreda (Junts per Catalunya); càrrec en què l'han precedit, des de 1979, Josep Maria Corominas (CiU), Lluís Sacrest (PSC), Isabel Brussosa (CiU), Pere Macias (CiU) i Arcadi Calzada (CiU) i Joan Sala (CiU). Actualment hi han sis forces polítiques representades: Junts per Catalunya–Compromís Municipal (8), Candidatura d'Unitat Popular–Alternativa (4), Partit dels Socialistes de Catalunya–Candidatura de Progrés (4), Esquerra Republicana de Catalunya–Acord Municipal (3), Activem Olot–Activem (1) i VOX (1).

## Seu
La seu central de l'Ajuntament d'Olot es troba en un edifici del municipi d'Olot anomenat Can Joanetes, Bé Cultural d'Interès Local (BCIL).
L'edifici va ser construït per albergar la fàbrica tèxtil de la societat Subiràs, Sacrest i Companyia entre els anys 1927 i 1928. L'obra va ser un encàrrec del mateix fabricant Bonaventura Subiràs Pujol, soci principal i gerent de la societat per a la fabricació de gènere de punt Subiràs, Sacres i Companyia – posteriorment, Manufacturas de Olot, SA – que es va constituir l'any 1920.
El projecte de l'obra va ser elaborat per l'arquitecte Joan Roca Pinet (Sant Ramon del Portell, la Segarra, 1885-Girona, 1973), que havia exercit com a arquitecte municipal de la ciutat d'Olot entre el 1913 i el 1918. Posteriorment, va traslladar-se a Girona per ocupar la plaça d'arquitecte d'Hisenda.
El nom de l'edifici prové de la denominació popular de la casa on s'havia instal·lat inicialment la societat, en el número 45 del carrer de Sant Rafel. Aquell edifici, propietat de la família Castañer Soy, apareix amb la denominació ‘casa Joanetes' en un registre municipal del 1879.
El Ple de l'Ajuntament d'Olot va acordar en sessió del dia 27 d'agost de 1983 la compra de les instal·lacions de l'antiga fàbrica tèxtil per traslladar-hi les oficines municipals. Les obres de reforma, efectuades en el període 1986-1990 sota la direcció de l'arquitecte Arcadi Pla Masmiquel (Girona,1945), van permetre inaugurar el nou edifici el 10 de setembre de 1994.
El cos principal està endarrerit 5,5 metres respecte de l'alineació del carrer i està format per tres tramades quadrades que defineixen una façana principal amb un eix de simetria emfasitzat per una porta dovellada i el gran frontó de la coberta. Al mateix temps, la presència d'elements com les pedres que cobreixen la façana principal fins al primer pis, les cantoneres, el pou i la porta dovellada recorden a la masia catalana. A part, en una fornícula d'una de les arestes de la façana principal hi ha ubicada una figura de la Puríssima Concepció, feta per l'escultor Jaume Martús l'any 1928.
L'any 1985 l'Ajuntament d'Olot va encarregar una rehabilitació de la mà de l'arquitecte Arcadi Pla i Masmiquel, que fou guardonada amb el Premi Bonaplata de Restauració l'any 1994. Els treballs van modificar completament l'estructura interna de l'edifici i al nou ús com a Casa de la Vila. No obstant això, la intervenció va respectar i conservar el sostre de fusta existent al despatx d'alcaldia.
Al mateix temps, la reforma també va permetre recuperar i ubicar la xemeneia – que es va restaurar- el pati posterior i un solar afegit. Al mateix temps, es van construir dos edificis nous, un per l'arxiu i un altre per les dependències administratives de la Policia Municipal que comuniquen amb l'edifici principal per un aparcament subterrani. La intervenció va guanyar el Premi Bonaplata de Restauració 1994.

## Govern municipal
L'equip de govern de l'Ajuntament d'Olot està format pels membres de la Junta de Govern Local (l'alcalde i els tinents d'alcalde) i també per a aquells regidors en els quals se'ls delega una competència pròpia del Govern municipal.
Així doncs, l'actual Equip de Govern està format per 11 membres, d'entre els quals hi ha l'alcalde que és el que presideix, en una coalició entre Junts per Catalunya i Esquerra Republicana de Catalunya.
El següent quadre relaciona les persones que formen part de l'equip de govern des de l'inici de l'actual legislatura.
| Nom                        | Formació política                 | Càrrec |
| -------------------------- | --------------------------------- | --- |
| Josep Berga i Vayreda      | Junts per Catalunya               | Alcalde i regidor de Seguretat i Civisme, Règim Intern, i Projectes estratègics (rehabilitació del Nucli Antic, projectes Next Generation...) |
| Estanis Vayreda Puigvert   | Junts per Catalunya               | Primer tinent d'alcalde i regidor de Promoció de la ciutat                                                                                    |
| Josep Quintana i Caralt    | Esquerra Republicana de Catalunya | Segon tinent d'alcalde i regidor de Cultura i Educació                                                                                        |
| Immaculada Muñoz i Díaz    | Junt per Catalunya                | Regidora d'Acció Social i Cooperació, Salut i Barris.                                                                                         |
| Jordi Güell i Güell        | Junts per Catalunya               | Regidor d'Habitatge i Urbanisme |
| Laila El Gamouchi i Darras | Esquerra Republicana de Catalunya | Regidora de Participació, Igualtat i Drets Civils                                                                                             |
| Agustí Arbós i Torrent     | Junts per Catalunya               | Regidor d'Hisenda i Festes |
| Gemma Canalias i Rafel     | Junts per Catalunya               | Regidora d'Ocupació, Empresa, Formació, Comerç, Turisme i Talent                                                                              |
| Isaac Crivillés i Garcia   | Esquerra Republicana de Catalunya | Regidor de Medi Ambient, Mobilitat i Transició Energètica                                                                                     |
| Neus Domènech i Oller      | Junts per Catalunya               | Regidora d'Organització, Atenció Ciutadana i Innovació i Tecnologia                                                                           |
| Aniol Sellabona i Aguilera | Junts per Catalunya               | Regidor d'Esports, Serveis Urbans, Protecció Civil i Emergències                                                                              |

### Històric d'eleccions municipals
| Candidatura | Candidatura                                                   | Cap de llista  | Vots   | Regidors | % vots |
| ----------- | ------------------------------------------------------------- | -------------- | ------ | -------- | ------ |
|             | Junts per Olot - Compromís Municipal                          | Josep Berga    | 3.671  | 8        | 32,80  |
|             | Candidatura d'Unitat Popular - Alternativa Municipalista      | Jordi Gasulla  | 1.979  | 4        | 17,68  |
|             | Partit dels Socialistes de Catalunya - Candidatura de Progrés | Josep Guix     | 1.728  | 4        | 15,44  |
|             | Esquerra Republicana de Catalunya - Acord Municipal           | Josep Quintana | 1.281  | 3        | 11,44  |
|             | Activem Olot-Activem                                          | Jordi Rubio    | 853    | 1        | 7,62   |
|             | Vox                                                           | Daniel Plana   | 575    | 1        | 5,13   |
|             | Olot+ - Ara Pacte Local                                       | David Coromina | 434    | 0        | 3,87   |
|             | Olot en Comú Podem-Confluència                                | Raül Valls     | 378    | 0        | 3,37   |
| Total       | Total                                                         | 15.569         | 15.569 | 21       |        |

| Candidatura | Candidatura                                                   | Cap de llista     | Vots   | Regidors | % vots |
| ----------- | ------------------------------------------------------------- | ----------------- | ------ | -------- | ------ |
|             | Junts per Catalunya                                           | Josep Berga       | 6.889  | 11       | 44,48  |
|             | Esquerra Republicana de Catalunya - Acord Municipal           | Anna Barnadas     | 3.337  | 5        | 21,54  |
|             | Partit dels Socialistes de Catalunya - Candidatura de Progrés | Josep Guix        | 1.761  | 3        | 11,37  |
|             | Candidatura d'Unitat Popular - Alternativa Municipalista      | Lluís Riera       | 1.720  | 2        | 11,10  |
|             | Olot en Comú Podem-En Comú Guanyem                            | Xavier Garcia     | 644    | 0        | 4,16   |
|             | Ciutadans - Partit de la Ciutadania                           | Jaume Vizern      | 590    | 0        | 3,81   |
|             | Vox                                                           | Ignasi Mulleras   | 383    | 0        | 2,47   |
|             | Partit Comunista del Poble de Catalunya                       | Miguel de la Cruz | 40     | 0        | 0,26   |
| Total       | Total                                                         | 15.569            | 15.569 | 21       |        |

| Candidatura | Candidatura                                                   | Cap de llista         | Vots   | Regidors | % vots |
| ----------- | ------------------------------------------------------------- | --------------------- | ------ | -------- | ------ |
|             | Convergència i Unió - Reagrupament                            | Josep Maria Corominas | 4.898  | 9        | 37,95  |
|             | Esquerra Republicana de Catalunya - Acord Municipal           | Pere Gómez            | 2.833  | 5        | 21,95  |
|             | Partit dels Socialistes de Catalunya - Candidatura de Progrés | Josep Guix            | 1.601  | 3        | 12,41  |
|             | Candidatura d'Unitat Popular-Poble Actiu                      | Mireia Tresserras     | 1.524  | 3        | 11,81  |
|             | Olot en Comú-Entesa                                           | Xavier Garcia         | 814    | 1        | 6,31   |
|             | Partit Popular de Catalunya                                   | Júlia Sala            | 519    | 0        | 4,02   |
|             | Plataforma per Catalunya                                      | Ignasi Mulleras       | 499    | 0        | 3,87   |
| Total       | Total                                                         | 13.009                | 13.009 | 21       |        |

| Candidatura | Candidatura                                                 | Cap de llista         | Vots   | Regidors | % vots |
| ----------- | ----------------------------------------------------------- | --------------------- | ------ | -------- | ------ |
|             | Convergència i Unió - Reagrupament                          | Josep Maria Corominas | 4.615  | 10       | 37,56  |
|             | Partit dels Socialistes de Catalunya - Progrés Municipal    | Josep Guix            | 3.016  | 6        | 24,54  |
|             | Plataforma per Catalunya                                    | Moisès Font           | 939    | 2        | 7,64   |
|             | Esquerra Republicana de Catalunya - Acord Municipal         | Pere Gómez            | 908    | 2        | 7,39   |
|             | Partit Popular de Catalunya                                 | Júlia Sala            | 616    | 1        | 5,01   |
|             | Iniciativa per Catalunya Verds-Esquerra Unida i Alternativa | Llorenç Planagumà     | 536    | 0        | 4,36   |
|             | Alternativa per la Garrotxa                                 | Raül Massanella       | 506    | 0        | 4,12   |
|             | Solidaritat Catalana per la Independència                   | Dani Planàs           | 503    | 0        | 4,09   |
|             | Nova Catalunya Independent                                  | Llum Adell            | 174    | 0        | 1,42   |
| Total       | Total                                                       | 12.585                | 12.585 | 21       |        |

| Candidatura | Candidatura                                                                             | Cap de llista         | Vots   | Regidors | % vots |
| ----------- | --------------------------------------------------------------------------------------- | --------------------- | ------ | -------- | ------ |
|             | Partit dels Socialistes de Catalunya - Progrés Municipal                                | Lluís Sacrest         | 4.994  | 9        | 38,37  |
|             | Convergència i Unió                                                                     | Josep Maria Corominas | 3.848  | 7        | 29,57  |
|             | Esquerra Republicana de Catalunya - Acord Municipal                                     | Jordi Coma            | 1.366  | 2        | 10,50  |
|             | Alternativa per la Garrotxa-Iniciativa per Catalunya Verds-Entesa pel Progrés Municipal | Margarita Verdaguer   | 802    | 1        | 6,16   |
|             | Plataforma per Catalunya                                                                | Moisès Font           | 800    | 1        | 6,15   |
|             | Partit Popular de Catalunya                                                             | Joaquim de Trincheria | 775    | 1        | 5,95   |
| Total       | Total                                                                                   | 13.099                | 13.099 | 21       |        |

| Candidatura | Candidatura                                              | Cap de llista         | Vots   | Regidors | % vots |
| ----------- | -------------------------------------------------------- | --------------------- | ------ | -------- | ------ |
|             | Partit dels Socialistes de Catalunya - Progrés Municipal | Lluís Sacrest         | 7.788  | 12       | 50,07  |
|             | Convergència i Unió                                      | Eudald Morera         | 3.770  | 5        | 24,24  |
|             | Esquerra Republicana de Catalunya - Acord Municipal      | Joan Torres           | 1.474  | 2        | 9,48   |
|             | ApG - CUP - ICV - EPM                                    | Miquel Macias         | 1.185  | 1        | 7,62   |
|             | Partit Popular de Catalunya                              | Joaquim de Trincheria | 1.103  | 1        | 7,09   |
| Total       | Total                                                    | 15.622                | 15.622 | 21       |        |

| Candidatura | Candidatura                                         | Cap de llista            | Vots   | Regidors | % vots |
| ----------- | --------------------------------------------------- | ------------------------ | ------ | -------- | ------ |
|             | Partit dels Socialistes de Catalunya                | Lluís Sacrest i Villegas | 6.126  | 10       | 42,51  |
|             | Convergència i Unió                                 | Isabel Brussosa          | 5.022  | 8        | 34,85  |
|             | Esquerra Republicana de Catalunya - Acord Municipal | Jordi Coma               | 1.138  | 1        | 7,90   |
|             | Partit Popular de Catalunya                         | Joaquim de Trincheria    | 1.000  | 1        | 6,94   |
|             | Iniciativa per Catalunya Verds                      | Miquel Macias            | 821    | 1        | 5,70   |
| Total       | Total                                               | 14.503                   | 14.503 | 21       |        |

| Candidatura | Candidatura                                         | Cap de llista         | Vots   | Regidors | % vots |
| ----------- | --------------------------------------------------- | --------------------- | ------ | -------- | ------ |
|             | Convergència i Unió                                 | Pere Macias           | 6.527  | 11       | 46,87  |
|             | Partit dels Socialistes de Catalunya                | Albert Bramont        | 3.795  | 6        | 27,25  |
|             | Esquerra Republicana de Catalunya - Acord Municipal | Joan Barnadas         | 1.508  | 2        | 10,83  |
|             | Partit Popular de Catalunya                         | Joaquim de Trincheria | 1.055  | 1        | 7,58   |
|             | Iniciativa per Catalunya Verds                      | Miquel Macias         | 800    | 1        | 5,75   |
| Total       | Total                                               | 14.030                | 14.030 | 21       |        |

| Candidatura | Candidatura                                         | Cap de llista         | Vots   | Regidors | % vots |
| ----------- | --------------------------------------------------- | --------------------- | ------ | -------- | ------ |
|             | Convergència i Unió                                 | Pere Macias           | 6.704  | 12       | 51,53  |
|             | Partit dels Socialistes de Catalunya                | Albert Bramon         | 3.232  | 6        | 24,84  |
|             | Esquerra Republicana de Catalunya - Acord Municipal | Joan Barnadas         | 1.121  | 2        | 8,62   |
|             | Partit Popular de Catalunya                         | Joaquim De Trincheria | 788    | 1        | 6,06   |
|             | Iniciativa per Catalunya Verds                      | Josep Maria Fargas    | 513    | 0        | 3,94   |
|             | Centre Democràtic i Social                          | Jeronimo Jurado       | 447    | 0        | 3,44   |
| Total       | Total                                               | 13.089                | 13.089 | 21       |        |

| Candidatura | Candidatura                                         | Cap de llista         | Vots   | Regidors | % vots |
| ----------- | --------------------------------------------------- | --------------------- | ------ | -------- | ------ |
|             | Convergència i Unió                                 | Pere Macias           | 8.373  | 15       | 60,97  |
|             | Entesa pel Progrés                                  | Joan Albesa           | 2.653  | 4        | 19,32  |
|             | Alianza Popular                                     | Joaquim de Trincheria | 966    | 1        | 7,03   |
|             | Esquerra Republicana de Catalunya - Acord Municipal | Joan Barnadas         | 954    | 1        | 6,95   |
|             | Centre Democràtic i Social                          | Joan Ahumada          | 368    | 0        | 2,68   |
|             | Alternativa Verda-Moviment Ecologista de Catalunya  | Joan Casula           | 215    | 0        | 1,57   |
| Total       | Total                                               | 13.897                | 13.897 | 21       |        |

| Candidatura | Candidatura                      | Cap de llista    | Vots   | Regidors | % vots |
| ----------- | -------------------------------- | ---------------- | ------ | -------- | ------ |
|             | Convergència i Unió              | Arcadi Calzada   | 7.078  | 11       | 49,40  |
|             | Candidatura Unitària d'Esquerres | Tomàs Costa      | 5.783  | 9        | 40,36  |
|             | Alianza Popular                  | José María Pagès | 941    | 1        | 6,57   |
|             | Centre Democràtic i Social       | José Ros         | 448    | 0        | 3,13   |
| Total       | Total                            | 14.443           | 14.443 | 21       |        |

| Candidatura | Candidatura                             | Cap de llista    | Vots   | Regidors | % vots |
| ----------- | --------------------------------------- | ---------------- | ------ | -------- | ------ |
|             | Convergència i Unió                     | Joan Sala        | 3.562  | 6        | 26,21  |
|             | Independents d'Olot                     | Jose Ros         | 2.920  | 5        | 21,48  |
|             | Partit dels Socialistes de Catalunya    | Lluís Sacrest    | 2.848  | 4        | 20,95  |
|             | Centristes de Catalunya                 | Margarita Agustí | 1.736  | 3        | 12,77  |
|             | Esquerra Republicana de Catalunya       | Marçal Casanovas | 1.624  | 2        | 11,95  |
|             | Partit Socialista Unificat de Catalunya | Daniel Fortet    | 902    | 1        | 6,64   |
| Total       | Total                                   | 13.796           | 13.796 | 21       |        |

| Candidatura | Candidatura             | Cap de llista | Vots  | Regidors | % vots |
| ----------- | ----------------------- | ------------- | ----- | -------- | ------ |
|             | Lliga Catalana          |               | 2.227 | 8        | 42,07  |
|             | Front Obrer d'Esquerres |               | 2.186 | 7        | 41,30  |
|             | Casal Català            |               | 859   | 3        | 16,23  |
| Total       | Total                   | 5.297         | 5.297 | 18       |        |